# 先天論
先天論（psychological nativism）是認為某些技能或能力如語言能力，是與生俱來。與此相反經驗主義認為人類天生有從環境中學習的能力，但不包含與生俱來的信念或知識。先天論者認為，特定的信仰或偏好是先天形成，他們認為例如一些道德直覺是天生的，或者顏色的喜好是天生的，不需要透過經驗形成。

## 批評
先天論有時被認為過於模糊，因為沒有固定的定義判定一個能力是否「天生」。心理語言學家杰弗裡·埃爾曼指出所謂的先天信息實際上可能是基因編碼 。現代先天論理論沒有什麼具體的可測試和證偽的的方式。